# Wurzel 5
Wurzel 5 (Berndeutsch: Wurzu füüf) ist eine Schweizer Hip-Hop-Gruppe aus dem Berner Quartier Obstberg. Wurzel 5 bildet zusammen mit PVP, Baze und DJ Skoob den Chlyklass-Clan.

## Geschichte
Die Band wurde 1997 von Freunden und ehemaligen Schulkameraden aus dem Obstbergquartier in Bern gegründet und besteht aus den drei Rappern: Tiersch, den Brüdern Diens und Serej, dem Produzenten DJ Link sowie dem Manager Balduin „Bloodyfinga“ Minder.
Schon bald machten sie sich mit ihren energiegeladenen Bühnenshows weit über die Kantonsgrenzen hinaus einen Namen. Anfang 2000 erschien ihre erste Single Schii$tracks, und im Jahr darauf folgte Jugendsündä, eines der ersten Berndeutschen Rap-Alben der Neuzeit.
Im Jahre 2003 erschien der Nachfolger Verdächtig..., eines der bis dato erfolgreichsten Schweizer Rap-Alben. Drei Jahre später veröffentlichten sie ihr Album Teamgeist, das in der Schweizer Hitparade Platz 5 belegen konnte.
Am 12. Juni 2009 erschien ihr viertes Album Letschti Rundi. Die Gruppe gab zuvor bekannt, dass dies ihre letzte Veröffentlichung sein wird.
Zu den häufigen Begleitern der Gruppe, sowohl im Studio als auch auf der Bühne, zählen unter anderen Janòs Heidekker mit der Violine, Roger Massimo und Rafee Jakob als Gitarristen, Christof Jaussi am Schlagzeug, Beni Külling an den Keyboards und Ivo Ubezio und Tevfik Kuyas am E-Bass.
Am 12. August 2011 erschien ein Best-of-Album mit Remixes bekannter Lieder sowie einer DVD mit Musikvideos, Livemitschnitten und Hintergrundmaterial. Ein Live-Album wurde kostenlos zum Download angeboten.
Am 20. Mai 2018 gaben Wurzel 5 nach über sieben Jahren ohne Auftritt ein Konzert anlässlich der ersten Meisterfeier seit 32 Jahren des BSC Young Boys. Die Backup-Band bestand aus Maze Kuenzler, Christof Jaussi, Rafee Jakob und Tevfik Kuyas. Seit Februar 2018 wird zudem der Song Hie (berndeutsch für „Hier“) als Einlaufsong für die Heimspiele des BSC Young Boys verwendet.

## Diskografie

### Alben
- 2001 Jugendsündä
- 2003 Verdächtig...
- 2006 Teamgeist
- 2009 Letschti Rundi
- 2011: Remixes & DVD

### Maxis
- 2000 Schii$tracks...
- 2003 5 Druf
- 2006 Für di

### Tracks mit Chlyklass, auf Samplern und Gastbeiträge
- 1998 Wurzel 5: Zwei Tracks auf dem Rapresent-Sampler
- 2000 Chlyklass: Zwei Track auf der Beetowncompilation
- 2002 Chlyklass: Zwei Tracks auf der Slangwarriors (Compilation)
- 2002 Chlyklass – Hersh’n′Bersh (Vinyl Maxi)
- 2002 Diens: Featuring auf dem Album Hunger von Big Zis
- 2002 Wurzel 5: Berncityallstarz
- 2003 Wurzel 5: Stägehuus Sessions
- 2003 Diens: Featuring auf der EP Himutruurig von Baze
- 2004 Wurzel 5: Featuring auf Stägehuus Session pt. 2
- 2004 Diens: Featuring auf Stägehuus Sessions pt. 2
- 2005 Wurzel 5: Featuring auf dem Album Item von Baze
- 2004 Wurzel 5: exklusiver Track auf dem Album Update von Sad
- 2005 Chlyklass - ke Summer (Album)
- 2005 Serej: Featuring auf Stägehuus Sessions pt. 3
- 2008 Diens: Featuring auf dem Album Classicos von Rollin'500
- 2009 Wurzel 5: Featuring auf dem Album Deheim? von Webba
- 2010 Diens: Featuring auf dem Album Smalltalk von Sad
- 2010 Diens: Featuring auf Stägehuus Sessions pt. 4
- 2015 Chlyklass - Wieso immer mir? (Album)

### Videoclips
- 2001 Häng id Luft
- 2001 Spitze vom Bärg
- 2003 Schriis
- 2003 Plutones (mit Taz & Greis)
- 2004 Figg mit (mit PVP)
- 2005 Summer für immer (als Chlyklass)
- 2006 Für di
- 2006 Hie
- 2009 Nomau (Low-Budget)
- 2009 Vermiss di Zyt
- 2015 Ha no Zyt
- 2015 Ke Plan
- 2015 Lifetime Award
- 2015 Wysse Golf